# Będzin (stacja kolejowa)
Będzin – towarowa stacja kolejowa w Będzinie, w województwie śląskim, w Polsce, obsługująca do 2023 r. ruch przewozów pasażerskich. Położona na trasie linii kolejowej nr 1 pomiędzy przystankiem osobowym Będzin Miasto a stacją Sosnowiec Główny.

## Ruch pasażerski[2]
| Rok  | Wymiana pasażerska na dobę |
| ---- | -------------------------- |
| 2017 | 100–149                    |
| 2018 | 100-149                    |
| 2019 | 150-199                    |
| 2020 | 100-149                    |
| 2021 | 100-149                    |
| 2022 | 100–149                    |
| 2023 | 100-149                    |

Stacja kolejowa Będzin powstała w 1859 r. dla doprowadzonej do wsi odnogi Kolei Warszawsko-Wiedeńskiej. Dworzec przy ulicy Generała Tadeusza Kościuszki w Będzinie zaprojektował Czesław Domaniewski, który był jej głównym architektem. Do dyspozycji pasażerów w budynku z przełomu XIX–XX wieku funkcjonowała poczekalnia, kasa biletowa i restauracja. 
Z dniem 10 grudnia 2023 r. stacja została zamknięta dla obsługi pasażerów. Pociąg Kolei Śląskich S1 40856 relacji Gliwice – Zawiercie, odjeżdżający o godzinie 0:03 był ostatnim planowym pociągiem zatrzymującym się na stacji, przeprowadzającym wymianę pasażerską wraz z wejściem w życie rozkładu jazdy 10 grudnia 2023 – 09 marca 2024 r.. W 2024 r. podczas prac rewitalizacyjnych rozebrano jedyny peron wyspowy z dwiema krawędziami peronowymi. Miejsce stacji Będzin zastąpić ma nowy przystanek osobowy Sosnowiec Środula, który powstanie przy ulicy Chemicznej w Sosnowcu.

## Infrastruktura
W 2023 r. stacja posiadała sześć torów głównych, z których tylko trzy (główne zasadnicze i jeden dodatkowy) były zelektryfikowane. Ze stacji odchodziło kilka bocznic kolejowych, m.in. do zakładu Centrostalu czy Elektrociepłowni Będzin. Pewna ich część (jak np. do oddziału Tauron Dystrybucja, Huty Będzin, KWK „Sosnowiec”, Foster Wheeler, Przędzalni Czesankowej „Intertex” i Huty im. M. Buczka) została zlikwidowana. Ruch pociągów na stacji prowadzony był przez nastawnię "Bn", która posiadała urządzenia przekaźnikowe z sygnalizacją świetlną. Od strony Sosnowca znajdowała się nastawnia "Bn1", która pełniła funkcję strażnicy przejazdowej.